# نیکولای کیسلیوف
نیکولای کیسلیوف (روسی: Николай Иванович Киселёв؛ زادهٔ ۲۹ نوامبر ۱۹۴۶) بازیکن سابق و مربی فوتبال اهل اتحاد جماهیر شوروی سوسیالیستی بود.
از باشگاه‌هایی که در آن بازی کرده‌است می‌توان به باشگاه فوتبال ایسکرا اسمولنسک، باشگاه فوتبال زوریا لوهانسک، و باشگاه فوتبال اسپارتاک مسکو اشاره کرد.
وی همچنین در تیم ملی فوتبال شوروی بازی کرده‌است.